# Esmeralda (växter)
Esmeralda är ett släkte av orkidéer. Esmeralda ingår i familjen orkidéer.
Kladogram enligt Catalogue of Life:
| Esmeralda | \| \| Esmeralda bella \| \| \| \| \| \| Esmeralda cathcartii \| \| \| \| \| \| Esmeralda clarkei \| \| \| \| |
|           | \| \| Esmeralda bella \| \| \| \| \| \| Esmeralda cathcartii \| \| \| \| \| \| Esmeralda clarkei \| \| \| \| |
|           | Esmeralda bella                                                                                              |
|           | |
|           | Esmeralda cathcartii                                                                                         |
|           | |
|           | Esmeralda clarkei                                                                                            |
|           | |